# طرف (هريس)
طرف هي قرية في مقاطعة هريس، إيران. عدد سكان هذه القرية هو 227 في سنة 2006.